# Banco Nacional de Investimento
El Banco Nacional de Investimento o BNI és un banc pel desenvolupament de Moçambic de propietat estatal en associació amb el Ministeri d'Hisenda. El seu objectiu és proporcionar finançament a llarg termini per als esforços sostenibles que contribueixin al desenvolupament social i econòmic del país. Les principals àrees d'activitat del banc són infraestructures, recursos naturals, energia, agricultura, indústria i comerç i transport. El BNI també busca enfortir l'estructura de capital de les empreses privades i el desenvolupament dels mercats de capitals.

## Història
El BNI va ser fundat en 2010, fou establit inicialment com el primer banc d'inversió del país a través d'una joint venture entre els governs de Portugal (a través de Caixa Geral de Depósitos) i Moçambic (a través de la Direcció Nacional del Tresor). Amb un capital inicial previst de 500 milions US $, el banc va ser creat per a facilitar una cooperació més estreta entre Moçambic i Portugal i fomentar diversos projectes, principalment d'infraestructura, recursos naturals (mineria i hidrocarburs) i energia.
L'agost de 2012 el BNI va prendre un paper d'assessorament en l'adquisició governamental d'una participació del 5% de l'operació Vale SA a Moçambic.
Donat el ràpid creixement de l'economia de Moçambic i, per tant, de la necessitat del govern de participar en els recursos propis dels projectes d'infraestructura i recursos naturals, al desembre de 2012, les accions portugueses, aleshores propietat de Caixa Geral de Depositos, foren adquirides per l'Estat de Moçambic a través del seu organisme d'equitat, Instituto de Gestão das Participações do Estado (IGEPE). A partir d'aquest punt en endavant, el BNI va començar a centrar-se més en el seu paper de banc de desenvolupament, tot i que encara té una forta divisió de banca d'inversió.
A la fi de 2013 el BNI va ser assignat pels protocols del govern i els acords amb els bancs estrangers de desenvolupament com BNDES de Brasil i KfW d'Alemanya, amb l'objectiu de facilitar la col·laboració publicoprivada entre empreses estrangeres i empreses propietat de l'estat en relació amb grans projectes al país, a vegades gestionant fons per al propòsit, com va ser el cas de COFIDES d'Espanya, que l'octubre de 2013 van destinar 75 € milions de dòlars per a aquest tipus d'associacions.
En abril de 2014 el BNI va organitzar un préstec de 680 milions US $ de l'Exim Bank of Xina per a la construcció del pont Maputo sul Catembe.